# Sułtani westernu
Sułtani westernu (tyt. oryg. City Slickers) – amerykańska komedia przygodowa z 1991 roku. W 1994 doczekała się kontynuacji, pt. Złoto dla naiwnych: Z powrotem w siodle.

## Główne role
- Billy Crystal – Mitch Robbins
- Daniel Stern – Phil Berquist
- Bruno Kirby – Ed Furillo
- Jack Palance – Curly
- Noble Willingham – Clay Stone
- Tracey Walter – Cookie

## Nagrody i nominacje
Oscary za rok 1991
- Najlepszy aktor drugoplanowy - Jack Palance

Złote Globy 1991
- Najlepszy aktor drugoplanowy - Jack Palance
- Najlepsza komedia lub musical (nominacja)
- Najlepszy aktor w komedii lub musicalu - Billy Crystal (nominacja)